# ザック・ギャラハー
ザック・ギャラハー（Zach Gallagher、2001年9月4日 - ）は、ニュージーランド出身のラグビーユニオン選手。ジャパンラグビーリーグワンのトヨタヴェルブリッツに所属している。

## 経歴
クライスト・カレッジ（高校）在学中は、ボート（ローイング競技）で国内大会マアディ・カップでメダルを何度か獲得した。
2019年には、いわゆる1軍であるクライスト・カレッジ1st XV（Christ’s College 1st XV）のキャプテンを務め、Head Boy（生徒会長、主席）にもなった。
2020年、カンタベリー大学に進む。
2021年、大学在籍中の21歳からクルセイダーズに加入し、スーパーラグビーに19回出場した。
2022年11月、オールブラックスXVとしてバーバリアンズなどと対戦。
2024年からハリケーンズに移籍し、2025年スーパーラグビー・パシフィックに出場。
2025年6月28日、マオリ・オールブラックスとして、控えからの出場でJAPAN XVと対戦した。
2025年8月、ジャパンラグビーリーグワンのトヨタヴェルブリッツに加入。